# Abraham Girardet

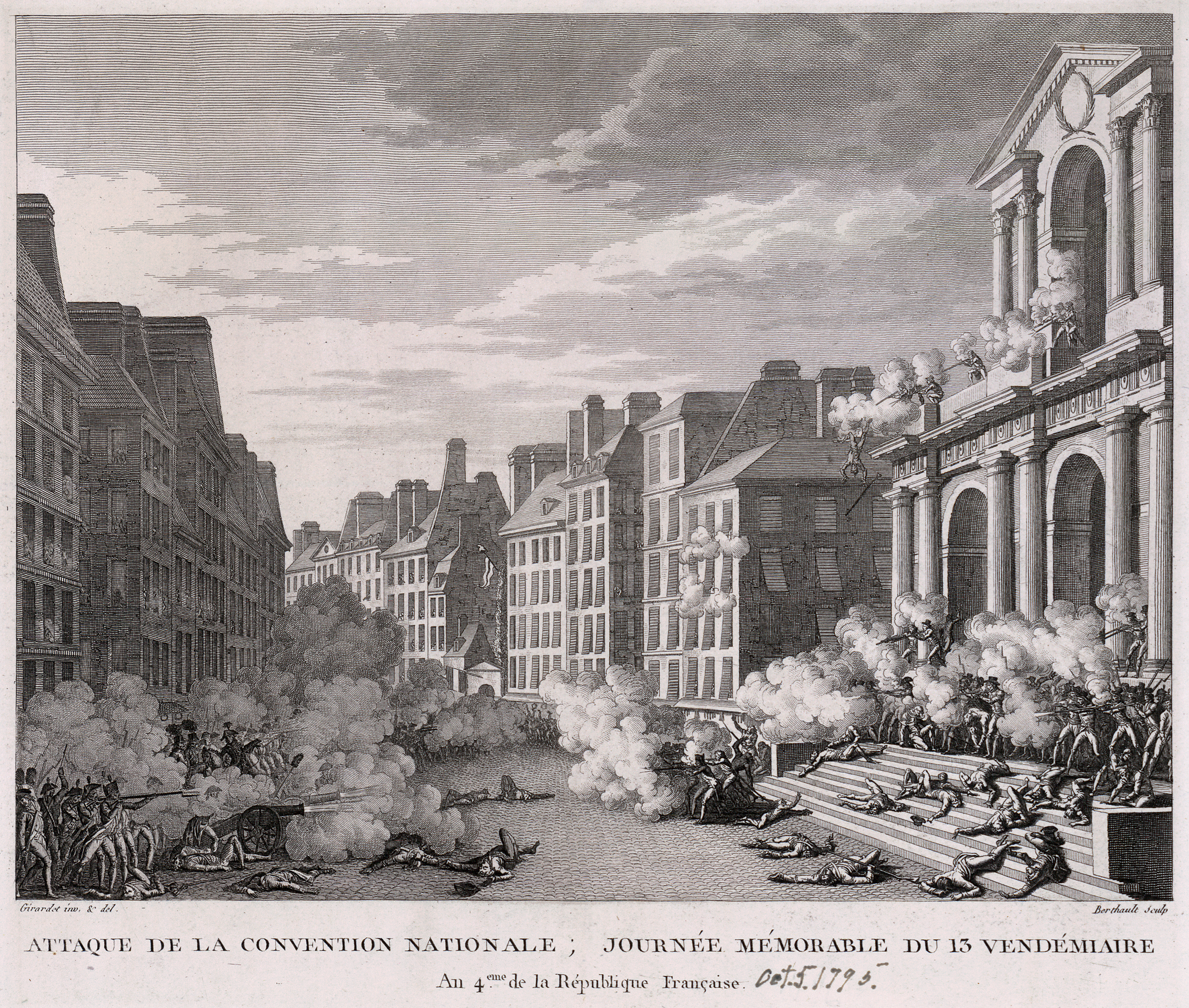
Angriff auf den Nationalkonvent, 5. Oktober 1795

Abraham Girardet (* 30. November 1764 in Le Locle, Kanton Neuenburg; † 2. Januar 1823 in Paris) war ein aus der Schweiz stammender Kupferstecher und -stichzeichner.

## Leben
Abraham Girardet war der älteste Sohn des Verlagsbuchhändlers Samuel Girardet. 1783 ging er nach Paris, wo er den Rest seines Lebens verbrachte. Seine Geschwister Abraham Louis, Alexandre, Charles und Julie waren gleichfalls als Kupferstecher tätig.
Er lieferte eine beträchtliche Anzahl Blätter von korrekter Zeichnung, unter denen die Verklärung Christi (nach Raffael), der Raub der Sabinerinnen (nach Nicolas Poussin), der Triumph des Titus und des Vespasian (nach Giulio Romano), der tote Heiland (nach Andrea del Sarto) als die besten hervorzuheben sind.
Am Pariser Salon von 1806 und 1808 wurde er ausgezeichnet. In seinen letzten Lebensjahren war Girardet Zeichenlehrer an der Manufacture des Gobelins in Paris.